# Teatro Talía (Valencia)
El Teatro Talía se encuentra situado en la calle Caballeros número 31 de Valencia, (España). 

## Historia

### sigloXX

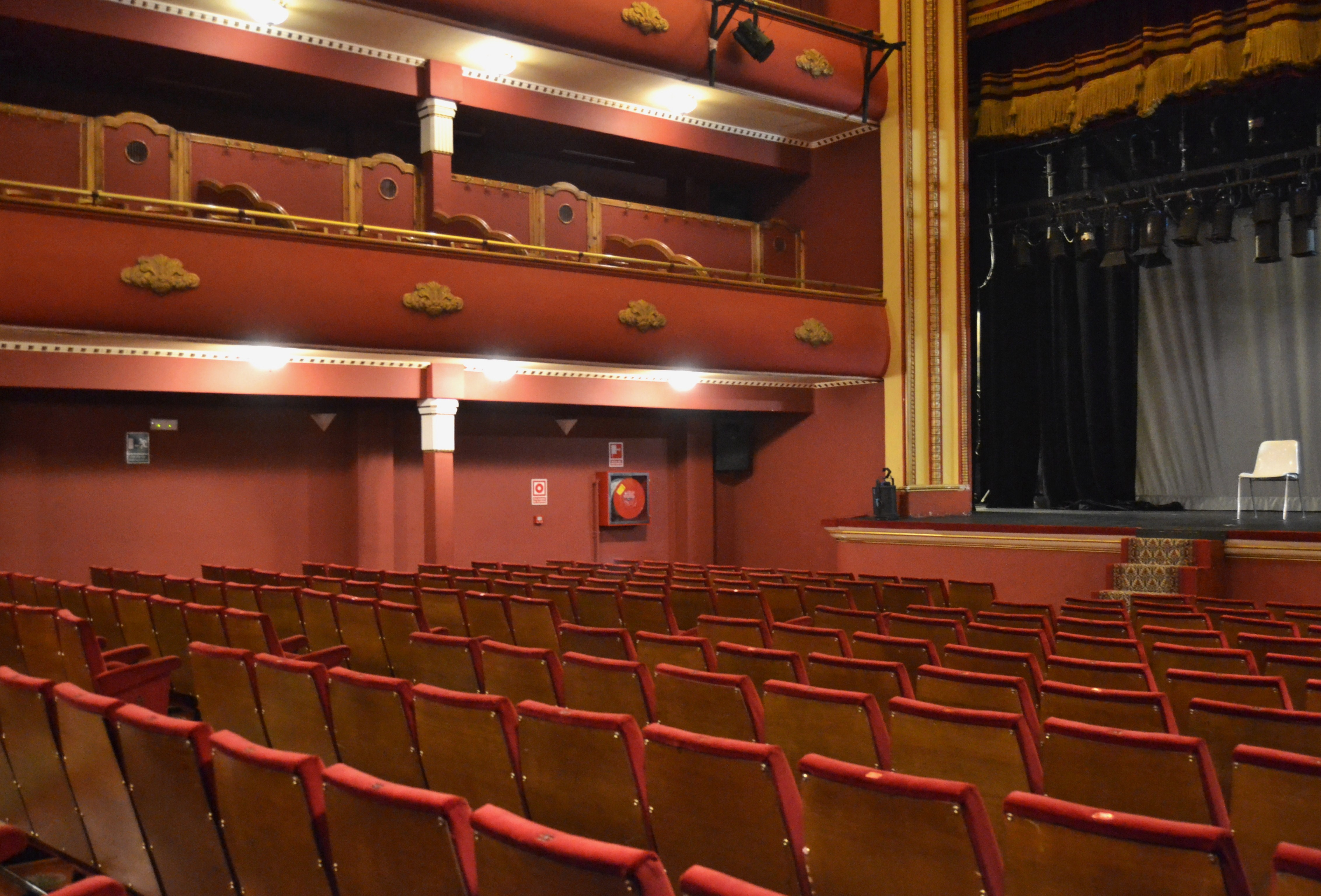
Patio de butacas del teatro.

Es un histórico teatro de propiedad privada gestionado actualmente por la empresa Olympia Metropolitana S.A. Fue inaugurado en 1928, y pertenece a la Casa de los Obreros de San Vicente Ferrer, una institución benéfica de carácter católico nacida en 1908, dentro del movimiento asociativo de principios del siglo XX.
La sala tuvo desde el principio un marcado carácter popular, acogiendo mayoritariamente compañías locales, y representaciones tanto en castellano como en valenciano dirigidas a un público poco instruido. Durante la Guerra Civil estuvo bajo en control del Comité Ejecutivo de Espectáculos Públicos, pero la Casa de los Obreros mantuvo su propiedad tras la contienda.

### sigloXXI
Tras estar gestionado por la Generalitat Valenciana hasta diciembre de 2011, en enero de 2012 pasa a encargarse de su gestión la empresa Olympia Metropolitana S.A. La sala dispone de 243 butacas fijas, 62 palcos en el primer piso, 48 butacas de anfiteatro y 36 palcos en el segundo piso.
La talla superior que preside el escenario fue realizada por el escultor valenciano José Justo Villalba.